# Kaled Gourmi
Kaled Gourmi (* 18. April 1986) ist ein französisch-algerischer Fußballspieler.

## Spielerkarriere

### Im Verein
Gourmi begann seine Karriere in der Saison 2006/07 beim italienischen Viertligisten Nuorese Calcio, bei dem er ein Jahr unter Vertrag stand und danach zum FC Baulmes in die 1. Liga, der höchsten Schweizer Amateurliga, wechselte. Der Mittelfeldakteur konnte in seiner Debütsaison für Baulmes in 26 Partien sieben Treffer erzielen und wechselte zum Saisonende zu Yverdon-Sport FC in die zweithöchste Schweizer Spielklasse, der Challenge League. Bereits in seiner ersten Saison in Yverdon konnte er sich als wichtiger Bestandteil der Mannschaft etablieren, als er in 30 Partien zum Einsatz kam und sechs Treffer markieren konnte.
Er startete auch die Spielzeit 2009/10 mit den Waadtländern, wurde jedoch nach sechs Ligapartien zu den BSC Young Boys verliehen. Die Berner gaben am 14. September 2009 die Ausleihe des Franzosen bis zum Saisonende bekannt. Am 4. Oktober debütierte er im Heimspiel gegen den FC Aarau für die Berner, als er in der 71. Minute für Alberto Regazzoni eingewechselt wurde. Am 23. Februar 2010 gaben die Young Boys die sofortige Rückkehr des Franzosen zu Yverdon-Sport FC bekannt.
Im Sommer 2011 wechselte Gourmi nach Algerien zu ES Sétif. Mit dem Verein konnte er in seiner ersten Saison die algerische Meisterschaft sowie den nationalen Pokalsieg feiern. Auch in der darauffolgenden Saison konnte er mit Sétif den Meisterschaftstitel verteidigen.
Zu Beginn der Saison 2014/15 wurde bekannt, dass Gourmi zukünftig für den Hauptstadtklub MC Algier auflaufen werde. Dort war in den beiden folgenden Spielzeiten fester Bestandteil des Teams. Mitte 2016 wechselte er zu al-Shahania SC in die Qatar Stars League, kehrte aber bereits ein halbes Jahr später nach Algier zurück. Von dort ging es dann im November 2017 noch einmal zurück zu Yverdon-Sport, seit dem Ende der Saison 2017/18 ist er allerdings vereinslos.

### Nationalmannschaft
Im Mai 2013 debütierte Gourmi für die Lokalauswahl der algerischen Nationalmannschaft in einem Freundschaftsspiel gegen Mauretanien. Nach einem Beschluss der FIFA gelten diese Spiele jedoch nicht als offizielle A-Länderspiele.
Mehr als ein Jahr später wurde er von Nationaltrainer Christian Gourcuff zum ersten Mal für ein Perspektiv-Trainingslager der A-Nationalmannschaft im September 2014 eingeladen. Durch die Verletzungen von Ryad Boudebouz und El Arbi Hillel Soudani, wurde Gourmi im darauffolgenden Oktober für die Qualifikationsspiele zum Afrika-Cup 2015 gegen Malawi nachnominiert und stand damit zum ersten Mal im offiziellen Aufgebot Algeriens, kam jedoch auf keinen Einsatz.